# Jacaratia spinosa
Jacaratia spinosa, comúnmente llamado yacaratiá (del guaraní, jakarati’a) es una especie de planta con flor de la familia de las Caricaceae.

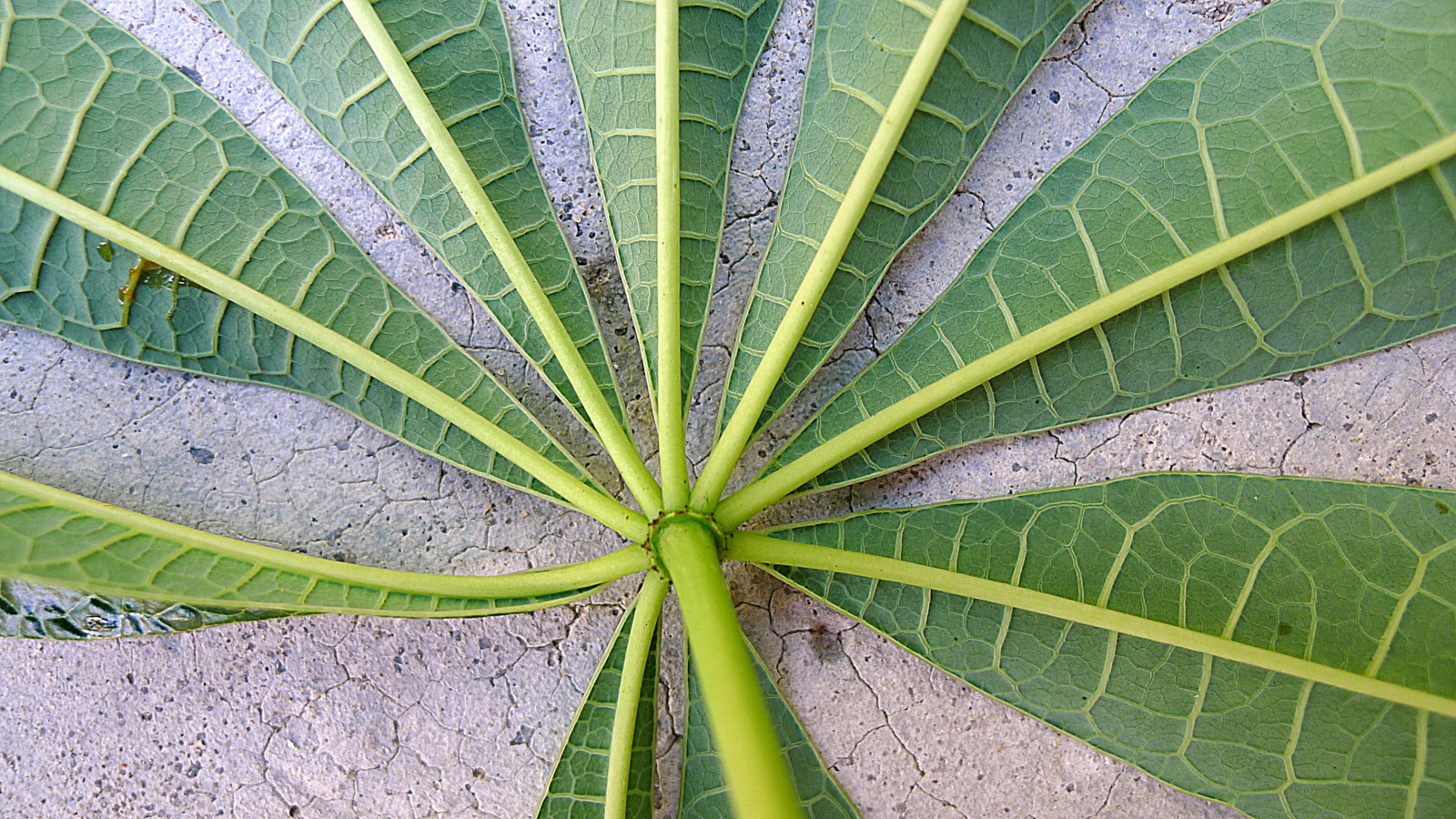
Detalle de las hojas

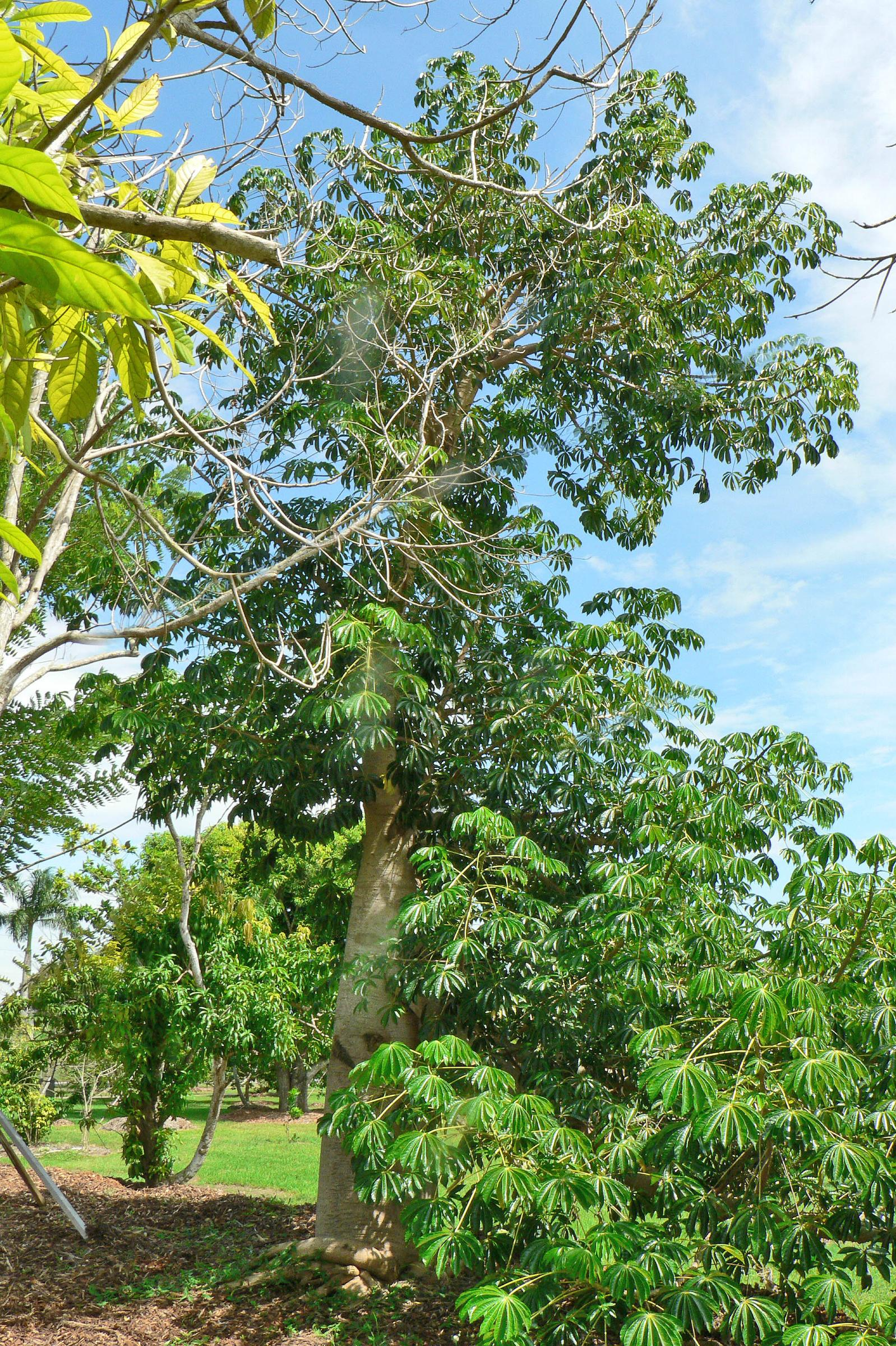
Vista del árbol

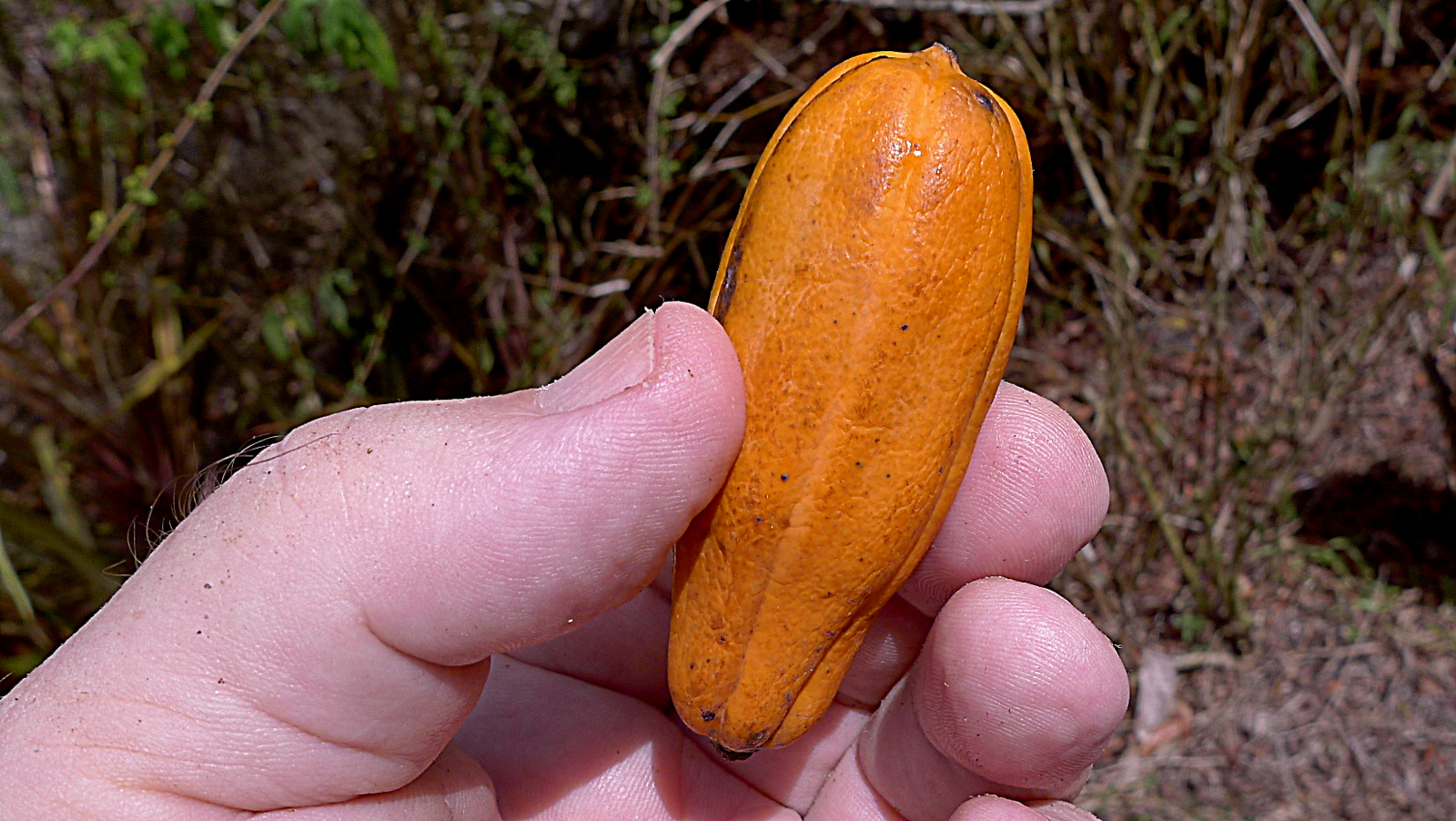
Fruto

## Distribución
Es endémica de Costa Rica, Nicaragua, Panamá,  Guyana Francesa, Guyana, Surinam, Brasil, Bolivia, Venezuela, Colombia, Ecuador, Argentina, Paraguay. Se ubica en bosques de doseles superiores a 15 m de altura.

## Descripción
Es un árbol lactífero, de 10 a 30 m de altura y 8 dm de diámetro,  las ramas presentan aguijones glabros. Hojas compuestas, digitadas, alternas, de 6-10 (12) folíolos, oblongo lanceolados, acuminados, de 3,5-17 cm × 1-4 cm, envés glauco; pecíolo de 5-23 (34) cm de largo.
Monoica: inflorescencia macho, con 7-28 (33) flores diminutas, blancas, de 1-3 cm de largo, verdosas claras. Inflorescencia hembra, con flor erecta,  pedunculada, de 2-3 cm de largo. Fruto baya piriforme, 3-12 cm × 1-5 cm, al madurar pasa a amarillo naranja. Semilla de 5 mm, castañas.
Planta simple de reconocer por abundantes aguijones, hojas glaucas en el envés, y frutos alargados y pedunculados. 

## Usos
La madera es blanca, floja, sin aplicaciones para ser empleada en la fabricación de muebles u otros usos en la industria de la madera, aunque en Argentina, más precisamente en la provincia de Misiones, mediante una proceso que fue patentado por el ingeniero forestal Roberto Pascutti, se le ha encontrado un aplicación como alimento, elaborándose con la misma bombones y otras confituras, como alfajores y "tablas confitadas". Para llegar a hacerlo comestible, el leño es fraccionado en cortes especiales y en menos de 24 horas hay que comenzar a procesarlo para eliminar las sustancias que afectan el sabor y reducir la sensación de rigidez. Así se logra una consistencia suave, que conserva algunas características del leño y se enmarca en la nueva tendencia gastronómica de los alimentos no convencionales. En otros países se hacen barriles con el tronco ahuecado. También emplean la pulpa como comestible, procesándola con azúcar o cortada y tostada. El fruto es comestible y dulce, con  sabor parecido al mamón. 
Los monos que pueblan las selvas donde se desarrolla esta especie arbórea, entre otros los monos maiceros o  capuchinos de cabeza dura (Cebus apella), comen sus frutos.

## Taxonomía
Jacaratia spinosa fue descrito por (Aubl.) A.DC y publicado en Species Plantarum 1: 101. 1753.
Sinonimia
- Carica dodecaphylla Vell.
- Carica spinosa Aubl.
- Jacaratia actinophylla Pohl ex Solms
- Jacaratia costaricensis I.M. Johnst.
- Jacaratia dodecaphylla (Vell.) A.DC.
- Jacaratia dodecaphylla f. longiflora Chodat
- Jacaratia dodecaphylla var. lucida Hassl.
- Papaya spinosa (Aubl.) A. DC.[5]

## Nombres comunes
- Lagartillo, papayo de monte, jacarati-á, yacaratia,  yarakatiá